# اجمیر شریف درگاه
اجمیر شریف درگاه (همچنین اجمیر درگاه شریف، اجمیر شریف یا درگاه شریف) آرامگاه (درگاه) یک صوفی قدیس، خواجه معین الدین چشتی، است که در اجمر شریف، راجستان، هند واقع شده‌است.

## محل
اجمیر شریف درگاه از ایستگاه اصلی مرکزی راه‌آهن اجمیر ۲ کیلومتر (۱٫۲ مایل) فاصله دارد و ۵۰۰ متر دورتر از زندان مرکزی است و در پای تپه تاراگره واقع شده‌است.

## نگارخانه

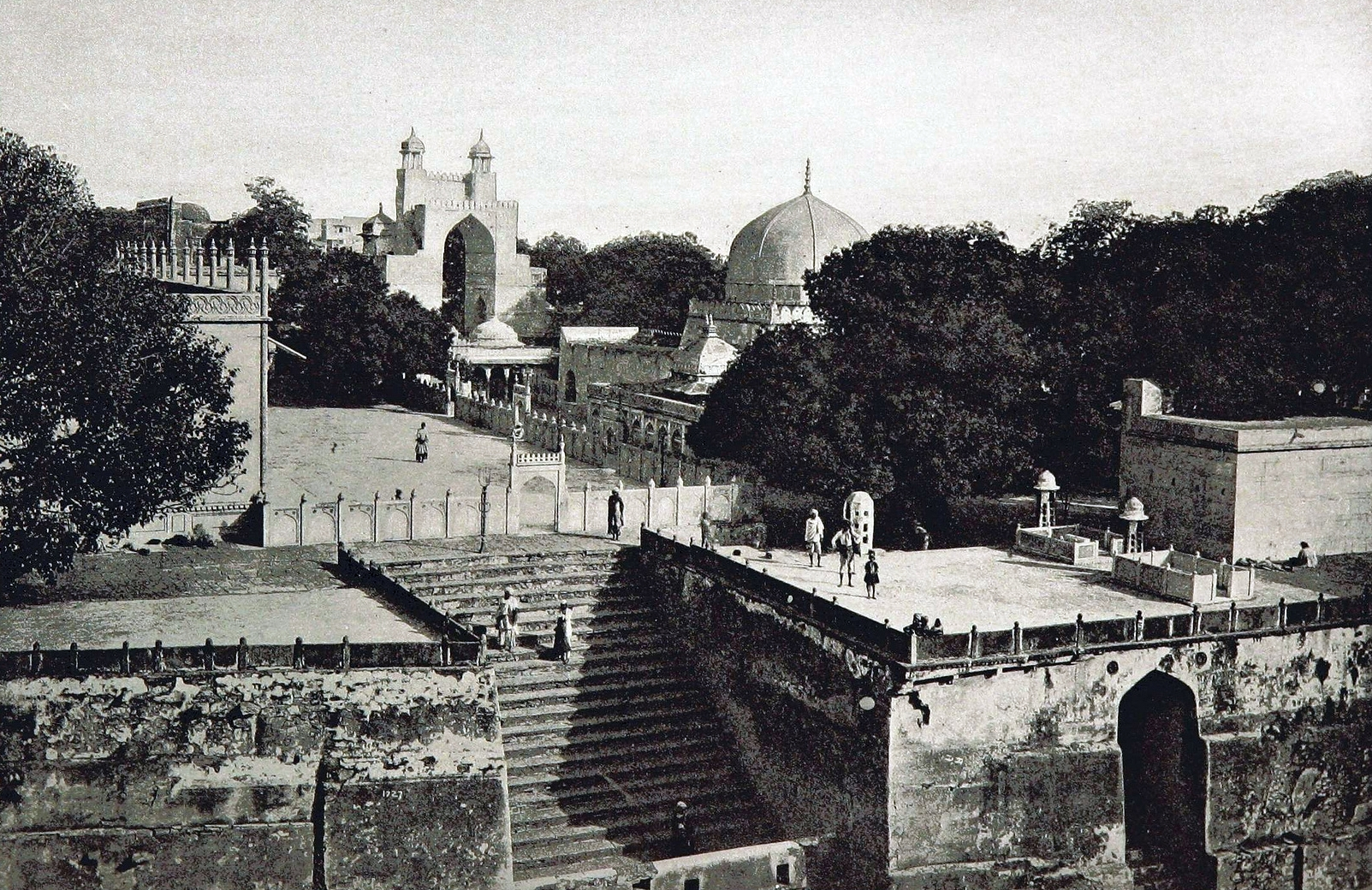
Dargah Sharif, Ajmer, 1893
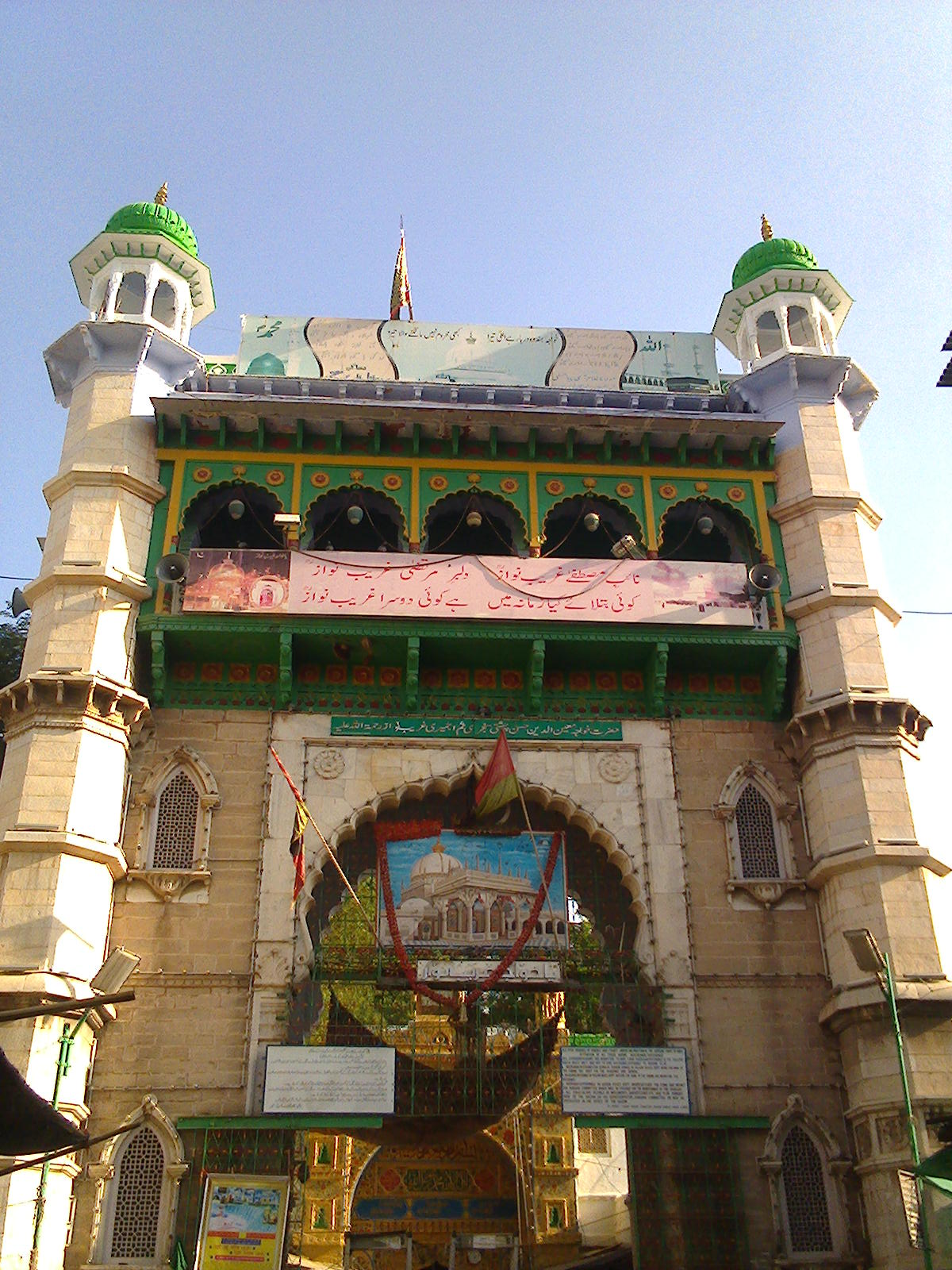
Buland Darwaza, erected by Sultan Mahmood Khilji
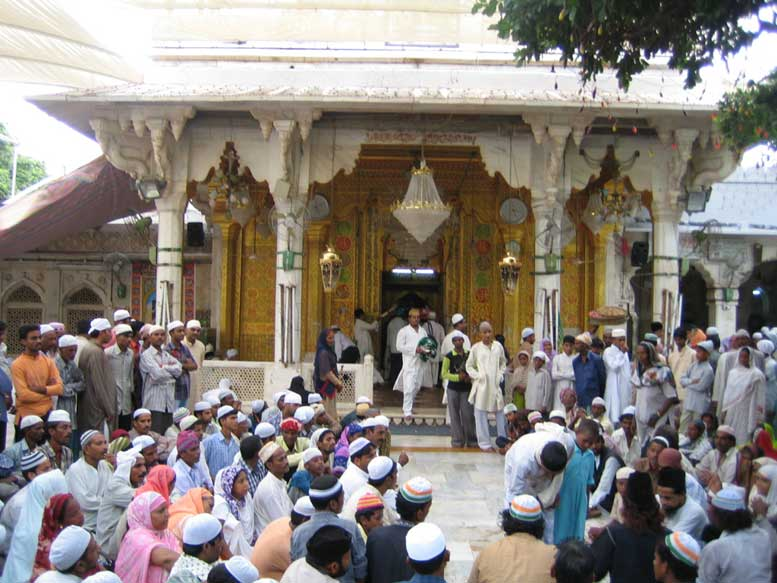
Mausoleum of Moinuddin Chishti
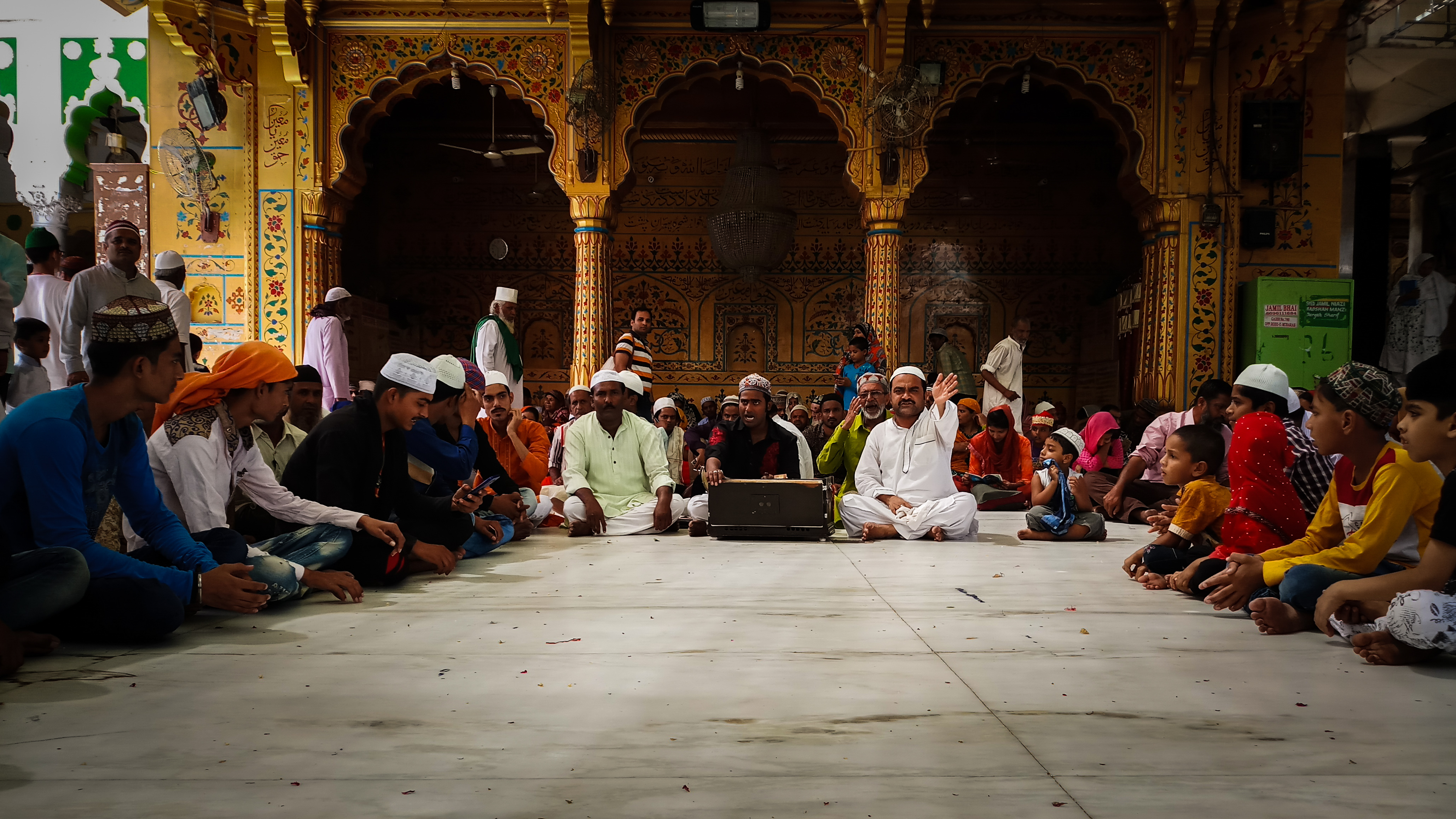
Qawali at the front of Dargah
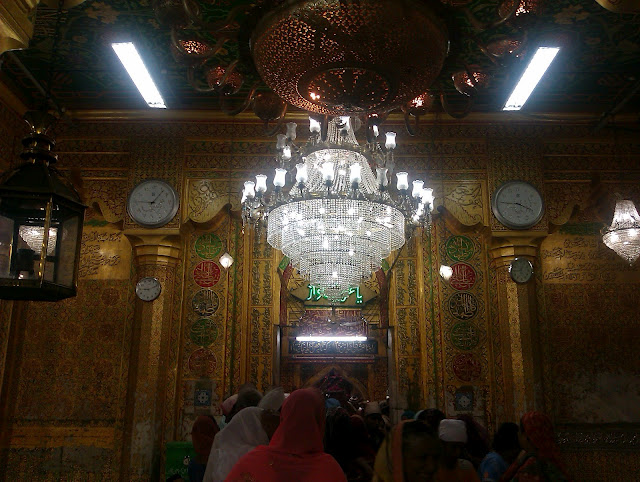
Inside the mausoleum
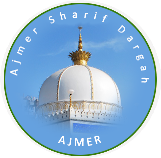
Dargah Emblem